# Antonio García García
Antonio García García, né le 5 avril 1908 à Murcie (Espagne) et mort le 5 janvier 1931 à Barcelone (Catalogne, Espagne), est un footballeur espagnol. Il jouait au poste d'attaquant.

## Biographie
Il se forme à l'UE Sants.
Antonio García joue avec le FC Barcelone entre 1928 et 1931. Il joue 81 matchs et marque 24 buts avec le Barça. Il débute face au Racing de Santander (victoire 2 à 0 du Barça).
Avec Barcelone, il remporte le premier championnat d'Espagne de l'histoire en 1929.
Il meurt à l'âge de 22 ans à la suite de complications post-opératoires.

## Palmarès
- Champion d'Espagne en 1929 avec le FC Barcelone